# World Games 1997/Squash
Bei den World Games 1997 in Lahti fanden vom 12. bis 17. August 1997 im Squash zwei Wettbewerbe statt. Squash war erstmals Teil des Programms der World Games.
Bei den Herren setzte sich Ahmed Barada durch, der im gesamten Turnierverlauf keinen Satzverlust hinnehmen musste. Im Finale besiegte er Derek Ryan mit 9:4, 9:3 und 9:4. Bronze gewann Graham Ryding nach einem glatten Sieg in drei Sätzen gegen Mark Cairns. Ebenfalls ohne Satzverlust gewann Sarah Fitz-Gerald die Goldmedaille bei den Damen. Ihr Finalspiel gegen Sabine Schöne endete 9:2, 9:6 und 9:7. Das Spiel um Bronze gewann Leilani Joyce gegen Sue Wright in drei Sätzen.
Aus Deutschland nahm neben Sabine Schöne noch Oliver Kowalski teil. Aus der Schweiz oder Österreich gingen keine Spieler nicht an den Start. Bei den Damen gab es insgesamt 15 Starterinnen, das Herrenfeld umfasst 16 Spieler.

## Herren

### Setzliste
| Nr. | Spieler       | Erreichte Runde |
| --- | ------------- | --------------- |
| 01. | Ahmed Barada  | Gold            |
| 02. | Mark Cairns   | Halbfinale      |
| 03. | Derek Ryan    | Silber          |
| 04. | Graham Ryding | Bronze          |

### Vorrunde

#### Gruppe A
| Pos. | Spieler           | Spiele | Sätze |
| ---- | ----------------- | ------ | ----- |
| 1    | Ahmed Barada      | 3:0    | 9:0   |
| 2    | Juha Raumolin     | 2:1    | 6:4   |
| 3    | Abdul Faheem Khan | 1:2    | 4:7   |
| 4    | Olle Poutiainen   | 0:3    | 2:9   |

| Spieler           | Spieler           | Ergebnis            |
| ----------------- | ----------------- | ------------------- |
| Ahmed Barada      | Juha Raumolin     | 9:6, 9:2, 9:2       |
| Abdul Faheem Khan | Olle Poutiainen   | 9:7, 6:9, 9:5, 9:1  |
| Ahmed Barada      | Olle Poutiainen   | 9:3, 9:0, 9:2       |
| Juha Raumolin     | Abdul Faheem Khan | 9:5, 1:9, 10:8, 9:5 |
| Ahmed Barada      | Abdul Faheem Khan | 9:0, 9:0, 9:0       |
| Juha Raumolin     | Olle Poutiainen   | 9:5, 9:2, 9:6       |

#### Gruppe B
| Pos. | Spieler        | Spiele | Sätze |
| ---- | -------------- | ------ | ----- |
| 1    | Mark Cairns    | 3:0    | 9:3   |
| 2    | Lucas Buit     | 2:1    | 7:4   |
| 3    | Ville Sistonen | 1:2    | 4:6   |
| 4    | Anders Thorén  | 0:3    | 2:9   |

| Spieler        | Spieler        | Ergebnis            |
| -------------- | -------------- | ------------------- |
| Mark Cairns    | Anders Thorén  | 9:1, 5:9, 9:3, 10:8 |
| Lucas Buit     | Ville Sistonen | 9:4, 9:2, 9:5       |
| Mark Cairns    | Ville Sistonen | 9:4, 5:9, 9:0, 9:1  |
| Lucas Buit     | Anders Thorén  | 1:9, 3:3 Aufgabe    |
| Mark Cairns    | Lucas Buit     | 5:9, 9:2, 9:1, 9:6  |
| Ville Sistonen | Anders Thorén  | kampflos            |

#### Gruppe C
| Pos. | Spieler         | Spiele | Sätze |
| ---- | --------------- | ------ | ----- |
| 1    | Derek Ryan      | 3:0    | 9:2   |
| 2    | Byron Davis     | 2:1    | 8:4   |
| 3    | Laurent Elriani | 1:2    | 3:6   |
| 4    | Daniel Sharplin | 0:3    | 2:9   |

| Spieler         | Spieler         | Ergebnis                 |
| --------------- | --------------- | ------------------------ |
| Derek Ryan      | Laurent Elriani | 9:1, 9:2, 9:2            |
| Byron Davis     | Daniel Sharplin | 10:8, 0:9, 9:7, 9:5      |
| Derek Ryan      | Daniel Sharplin | 9:4, 9:5, 9:5            |
| Byron Davis     | Laurent Elriani | 9:6, 10:8, 9:4           |
| Derek Ryan      | Byron Davis     | 7:9, 9:1, 9:4, 9:10, 9:6 |
| Laurent Elriani | Daniel Sharplin | 5:9, 9:6, 9:7, 7:9, 10:8 |

#### Gruppe D
| Pos. | Spieler         | Spiele | Sätze |
| ---- | --------------- | ------ | ----- |
| 1    | Graham Ryding   | 3:0    | 9:1   |
| 2    | Kenneth Low     | 2:1    | 6:5   |
| 3    | David Evans     | 1:2    | 3:6   |
| 4    | Oliver Kowalski | 0:3    | 3:9   |

| Spieler       | Spieler         | Ergebnis                 |
| ------------- | --------------- | ------------------------ |
| Graham Ryding | Kenneth Low     | 9:4, 9:7, 9:6            |
| David Evans   | Oliver Kowalski | 9:1, 9:4, 9:3            |
| Graham Ryding | Oliver Kowalski | 6:9, 9:2, 9:1, 9:4       |
| Kenneth Low   | David Evans     | kampflos                 |
| Graham Ryding | David Evans     | kampflos                 |
| Kenneth Low   | Oliver Kowalski | 6:9, 5:9, 10:8, 9:0, 9:3 |

### Finalrunde
|  | Halbfinale | Halbfinale    | Halbfinale | Halbfinale | Halbfinale | Halbfinale       | Halbfinale   |   |               | Finale | Finale | Finale | Finale | Finale | Finale | Finale |
|  |            |               |            |            |            |                  |              |   |               |        |        |        |        |        |        |        |
|  | 1          | Ahmed Barada  | 9          | 9          | 9          |                  |              |   |               |        |        |        |        |        |        |        |
|  | 4          | Graham Ryding | 6          | 1          | 6          |                  |              |   |               |        |        |        |        |        |        |        |
|  | 4          | Graham Ryding | 6          | 1          | 6          | 1                | Ahmed Barada | 9 | 9             | 9      |        |        |        |        |        |        |
|  |            |               |            |            |            |                  |              | 9 | 9             | 9      |        |        |        |        |        |        |
|  |            | 3             | Derek Ryan | 4          | 3          | 4                |              |   |               |        |        |        |        |        |        |        |
|  | 3          | 3             | Derek Ryan | 4          | 3          | 4                | Derek Ryan   | 9 | 9             | 9      |        |        |        |        |        |        |
|  | 3          |               |            |            |            |                  |              |   | 9             | 9      |        |        |        |        |        |        |
|  | 2          | Mark Cairns   | 1          | 3          | 4          |                  |              |   |               |        |        |        |        |        |        |        |
|  | 2          | Mark Cairns   | 1          | 3          | 4          | Spiel um Platz 3 |              |   |               |        |        |        |        |        |        |        |
|  |            |               |            |            |            |                  |              | 4 | Graham Ryding | 10     | 9      | 9      |        |        |        |        |
|  | 2          | Mark Cairns   | 8          | 2          | 3          |                  |              |   |               |        |        |        |        |        |        |        |

## Damen

### Setzliste
| Nr. | Spielerin         | Erreichte Runde |
| --- | ----------------- | --------------- |
| 01. | Sarah Fitz-Gerald | Gold            |
| 02. | Sue Wright        | Halbfinale      |
| 03. | Sabine Schöne     | Silber          |
| 04. | Leilani Joyce     | Bronze          |

### Vorrunde

#### Gruppe A
| Pos. | Spielerin         | Spiele | Sätze |
| ---- | ----------------- | ------ | ----- |
| 1    | Sarah Fitz-Gerald | 3:0    | 9:0   |
| 2    | Corinne Castets   | 2:1    | 6:4   |
| 3    | Yuko Kimura       | 1:2    | 3:8   |
| 4    | Vaso Karasava     | 0:3    | 2:9   |

| Spielerin         | Spielerin       | Ergebnis                |
| ----------------- | --------------- | ----------------------- |
| Sarah Fitz-Gerald | Corinne Castets | 9:0, 9:3, 9:2           |
| Yuko Kimura       | Vaso Karasava   | 5:9, 9:2, 4:9, 9:2, 9:2 |
| Sarah Fitz-Gerald | Yuko Kimura     | 9:0, 9:0, 9:5           |
| Corinne Castets   | Vaso Karasava   | 9:0, 9:3, 9:2           |
| Sarah Fitz-Gerald | Vaso Karasava   | 9:1, 9:3, 9:0           |
| Corinne Castets   | Yuko Kimura     | 9:2, 9:0, 9:3           |

#### Gruppe B
| Pos. | Spielerin      | Spiele | Sätze |
| ---- | -------------- | ------ | ----- |
| 1    | Sue Wright     | 2:0    | 6:0   |
| 2    | Melanie Jans   | 1:1    | 3:4   |
| 3    | Demer Holleran | 0:2    | 1:6   |

| Spielerin    | Spielerin      | Ergebnis            |
| ------------ | -------------- | ------------------- |
| Sue Wright   | Melanie Jans   | 9:0, 9:5, 9:3       |
| Sue Wright   | Demer Holleran | 9:0, 9:1, 9:1       |
| Melanie Jans | Demer Holleran | 4:9, 10:8, 9:0, 9:1 |

#### Gruppe C
| Pos. | Spielerin      | Spiele | Sätze |
| ---- | -------------- | ------ | ----- |
| 1    | Sabine Schöne  | 3:0    | 9:0   |
| 2    | Maha Zein      | 2:1    | 6:3   |
| 3    | Sharon Wee     | 1:2    | 3:8   |
| 4    | Madeline Perry | 0:3    | 2:9   |

| Spielerin     | Spielerin      | Ergebnis                |
| ------------- | -------------- | ----------------------- |
| Sabine Schöne | Sharon Wee     | 9:2, 9:1, 9:2           |
| Maha Zein     | Madeline Perry | 9:0, 9:2, 9:5           |
| Sabine Schöne | Madeline Perry | 9:1, 9:2, 9:4           |
| Maha Zein     | Sharon Wee     | 9:2, 9:4, 9:3           |
| Sabine Schöne | Maha Zein      | 9:3, 9:5, 9:6           |
| Sharon Wee    | Madeline Perry | 9:1, 1:9, 3:9, 9:1, 9:2 |

#### Gruppe D
| Pos. | Spielerin        | Spiele | Sätze |
| ---- | ---------------- | ------ | ----- |
| 1    | Leilani Joyce    | 3:0    | 9:0   |
| 2    | Vanessa Atkinson | 2:1    | 6:3   |
| 3    | Ellen Petersen   | 1:2    | 3:7   |
| 4    | Kia Paasivirta   | 0:3    | 1:9   |

| Spielerin        | Spielerin        | Ergebnis           |
| ---------------- | ---------------- | ------------------ |
| Leilani Joyce    | Kia Paasivirta   | 9:0, 9:3, 9:1      |
| Vanessa Atkinson | Ellen Petersen   | 9:2, 9:7, 9:2      |
| Leilani Joyce    | Ellen Petersen   | 9:6, 9:0, 9:0      |
| Vanessa Atkinson | Kia Paasivirta   | 10:9, 9:0, 9:4     |
| Leilani Joyce    | Vanessa Atkinson | 9:0, 9:0, 9:0      |
| Ellen Petersen   | Kia Paasivirta   | 9:5, 9:6, 1:9, 9:4 |

### Finalrunde
|  | Halbfinale | Halbfinale        | Halbfinale    | Halbfinale | Halbfinale | Halbfinale | Halbfinale        |                  |               | Finale | Finale | Finale | Finale | Finale | Finale | Finale |
|  |            |                   |               |            |            |            |                   |                  |               |        |        |        |        |        |        |        |
|  | 1          | Sarah Fitz-Gerald | 9             | 9          | 9          |            |                   |                  |               |        |        |        |        |        |        |        |
|  | 4          | Leilani Joyce     | 2             | 7          | 2          |            |                   |                  |               |        |        |        |        |        |        |        |
|  | 4          | Leilani Joyce     | 2             | 7          | 2          | 1          | Sarah Fitz-Gerald | 9                | 9             | 9      |        |        |        |        |        |        |
|  |            |                   |               |            |            |            |                   | 9                | 9             | 9      |        |        |        |        |        |        |
|  |            | 3                 | Sabine Schöne | 2          | 6          | 7          |                   |                  |               |        |        |        |        |        |        |        |
|  | 3          | 3                 | Sabine Schöne | 2          | 6          | 7          | Sabine Schöne     | 7                | 10            | 0      | 9      | 10     |        |        |        |        |
|  | 3          |                   |               |            |            |            |                   |                  | 10            | 0      | 9      | 10     |        |        |        |        |
|  | 2          | Sue Wright        | 9             | 8          | 9          | 6          | 8                 |                  |               |        |        |        |        |        |        |        |
|  | 2          | Sue Wright        | 9             | 8          | 9          | 6          | 8                 | Spiel um Platz 3 |               |        |        |        |        |        |        |        |
|  |            |                   |               |            |            |            |                   | 4                | Leilani Joyce | 9      | 10     | 9      |        |        |        |        |
|  | 2          | Sue Wright        | 4             | 10         | 2          |            |                   |                  |               |        |        |        |        |        |        |        |

## Medaillenspiegel
| Platz | Land        | Gold | Silber | Bronze | Gesamt |
| ----- | ----------- | ---- | ------ | ------ | ------ |
| 1     | Australien  | 1    | −      | −      | 2      |
| 1     | Ägypten     | 1    | −      | −      | 2      |
| 3     | Deutschland | −    | 1      | −      | 1      |
| 3     | Irland      | −    | 1      | −      | 1      |
| 5     | Kanada      | −    | −      | 1      | 1      |
| 5     | Neuseeland  | −    | −      | 1      | 1      |